# One More Magic Potion
One More Magic Potion ist die erste und einzige Single-Auskopplung von Victory Songs, dem dritten Studioalbum der finnischen Folk/Viking-Metal-Band Ensiferum. Sie wurde am 7. Februar 2007 durch Spinefarm Records veröffentlicht und konnte auf Platz eins der finnischen Single-Charts einsteigen.

## Entstehungsgeschichte
Aufgenommen wurden die beiden Lieder von One More Magic Potion, ebenso wie der Rest von Victory Songs, von November bis Dezember 2006 überwiegend in den Sonic Pump Studios. Das Aufnehmen der Keyboardspuren fand am 9. Dezember 2006 durch Samuel „Päällikkö“ Ruotsalainen in den Beat Domination Studios statt. Weitere Gesangsaufnahmen wurden in den Crazy Crane Studios aufgezeichnet, während das Mastering in den Finnvox Studios von Mika Jussila durchgeführt wurde.
Die Idee, Lady in Black von Uriah Heep zu covern, entstand laut Petri Lindroos mehr oder minder spontan durch Gitarrist Markus Toivonen oder den Produzenten Janne Joutsenniemi.

## Titelliste
| # | Titel                            | Komposition     | Länge |
| - | -------------------------------- | --------------- | ----- |
| 1 | One More Magic Potion            | Toivonen/Hinkka | 5:19  |
| 2 | Lady in Black (Uriah Heep Cover) | Hensley         | 4:33  |

### Inhalte der Lieder
- One More Magic Potion (dt.  Ein weiterer Zaubertrank) handelt von einigen Kriegern, die sich nach einer Schlacht im Wald verirren und dort bei einem Holzhaus einen Unterschlupf suchen. In dem Haus wohnt eine Hexe, die den Männern einen Zaubertrank mit stark halluzinogener Wirkung gibt, der die Männer in einen starken Rausch versetzt.
- Lady in Black ist ein pazifistisches Lied der Hard-Rock-Band Uriah Heep, welches von der Begegnung eines Mannes mit einer mysteriösen „Lady in Black“ (Frau in Schwarz) handelt. Der Mann bittet die Frau um Hilfe in einem, nicht näher beschriebenen, schweren Kampf mit einem furchtbaren Gegner. Die Frau weigert sich ihm behilflich zu sein und macht ihn stattdessen mit Frieden und Liebe vertraut. Seine Bitte, bei ihm zu bleiben, lehnt sie ab, und verschwindet genauso unvermittelt, wie sie erschienen ist.

### Musikstil
Die beiden Lieder fallen sehr unterschiedlich aus. One More Magic Potion ist geprägt von seinem durchgehend schnellen Tempo und erinnert zudem, laut Stefan Popp von metal1.info, vom Riffing her stark an Power Metal, wobei es dennoch sehr folkig klingt. Der Gesang besteht ausschließlich aus Screaming. Auffällig bei Lady in Black ist insbesondere der Takt, welcher, anders als beim Original, nicht durchgängig im 4/4-Schema, sondern im Refrain im 3/4-Schema gehalten ist. Ansonsten ist das Lied recht nahe am Original angelehnt, wird also auch nur klar Gesungen. Lediglich zum Ende hin wird der Rhythmus mit durchgängiger Double Bass etwas härter.

## Gastmusiker

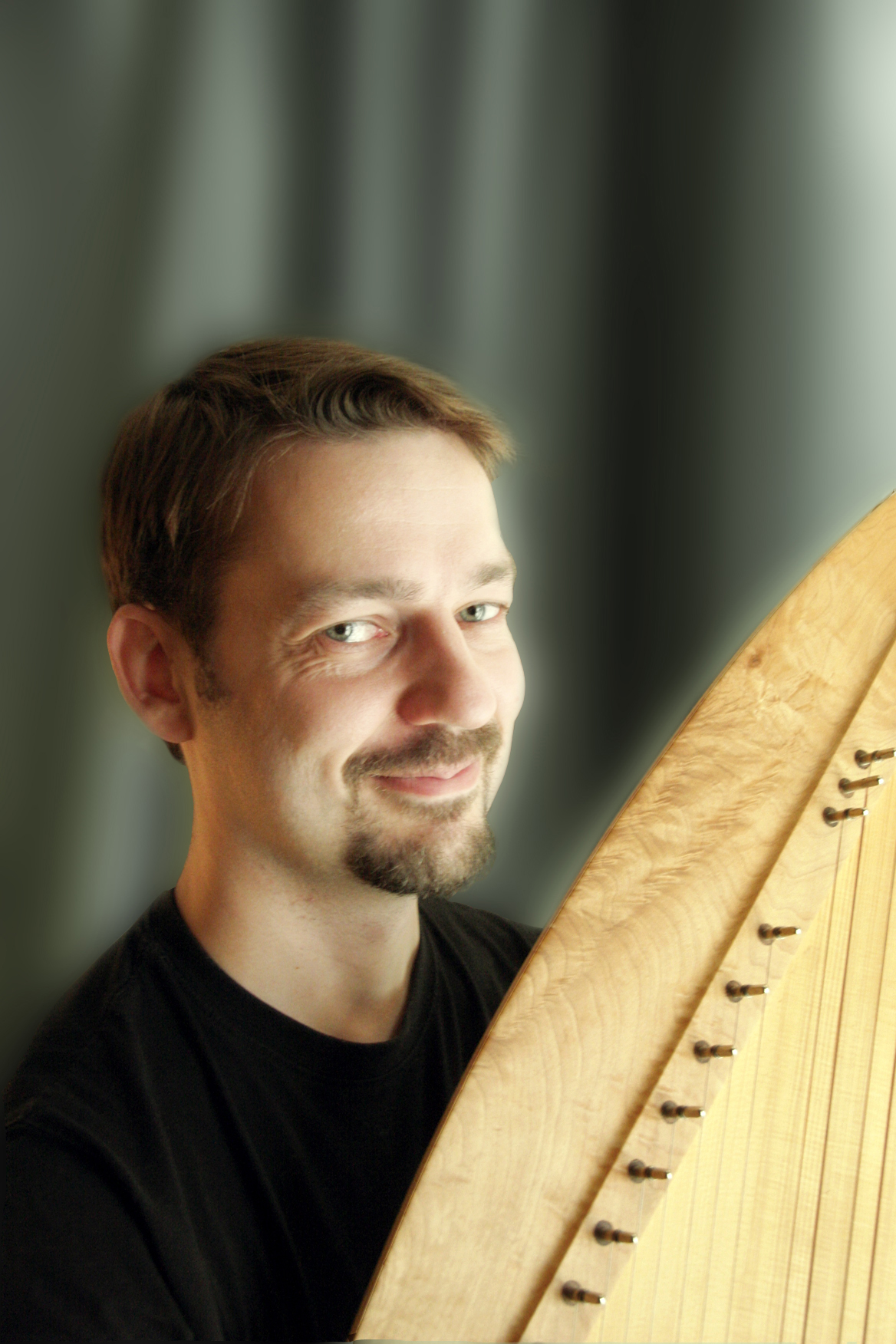
Timo Väänänen

Auf Victory Songs spielten neben den Bandmitgliedern noch folgende Gastmusiker mit:
- Aleksi „Man o’war“ Parviainen – Backgroundgesang und männlicher Sologesang
- Euge Valovirta – Akustikgitarre
- Timo Väänänen – Kantele
- Lassi Logrén – Nyckelharpa
- Kaisa Saari – Tin Whistle und Blockflöte
- Johanna Vakkuri – Flöte
- D.P. – Growls
- Markus Österlund – Backgroundgesang
- Mikko Salovaara – Backgroundgesang

Mit Timo Väänänen gelang es Ensiferum einen der besten Kantelespieler Finnlands für die Single und das Album zu gewinnen. Es stellt zudem dessen erstmaliges musikalisches Mitwirken bei einem Metal-Lied dar.

## Kritik
Das Lied One More Magic Potion wurde in zahlreichen Reviews sehr gelobt und öfters als einer der Höhepunkte von Victory Songs herausgestellt. Begründet liegt dies unter anderem an den eingängigen Melodien und dem starken Folk-Anteil.
Die Single fand, anders die vorangegangene, oftmals als enttäuschend bezeichnete EP Dragonheads, bei der Presse, aber auch bei den Fans wieder großen Anklang. In Finnland verkaufte sich die Single so gut, dass sie Anfang März 2007 auf Platz eins der finnischen Singlecharts einstieg und sich insgesamt vier Wochen in den Charts halten konnte.